# Ctenochira niveicola
Ctenochira niveicola är en stekelart som först beskrevs av William Harris Ashmead 1902.  Ctenochira niveicola ingår i släktet Ctenochira och familjen brokparasitsteklar. Inga underarter finns listade i Catalogue of Life.